# 邵学锟
邵学锟（1917年—），中华民国外交家。号剑吾，浙江余杭（今杭州余杭区）人，另说余姚（今宁波余姚市）人。

## 生平
1917年3月25日，生于浙江。早年就读于南京金陵大学经济系，毕业获得学士学位于革命实践研究院（今台湾国家发展研究院前身）结业，国防研究院第6期毕业。
抗日战争时期时期，任职于全国粮食管理局及粮食部。抗日战争胜利以后，1946年起，历任中华民国行政院救济总署苏宁分署主任、善后救济总署科长。1948年，出任美援运用委员会（简称“美援會”）专门委员、副处长。1949年，出任美援會专员兼物质供应处副处长。
1949年，赴台湾。1963年起，历任行政院國際經濟合作發展委員會（簡稱「經合會」，由“美援會”于1963年9月改组，今为行政院經濟建設委員會）国际经济合作发展委员会企划处处长、总务处长、秘书处长。
1966年，始投身外交领域，出任中华民国（台湾）驻南越大使馆经济参事。1969年，出任中華民國經濟部国际贸易局副局长。1977年9月，升任国贸局局长（国贸局第二任局長）。1982年1月，调任中华民国（台湾）外交部常务次长。1985年11月8日，以68岁高龄，出任中华民国（台湾）驻哥斯达黎加共和国大使。
曾担任台湾「中美經濟協會」主席。

## 代表著作
- 《我國對外貿易與對外經濟關係》
- 《中華民國中美洲投資訪問團考察報告》，1984年出版，邵学锟 著